# Dieter Zoller
Karl Dieter Zoller (* 6. Oktober 1921 in Breslau; † 19. Februar 1993 in Rastede) war ein deutscher Prähistoriker.

Dieter Zoller

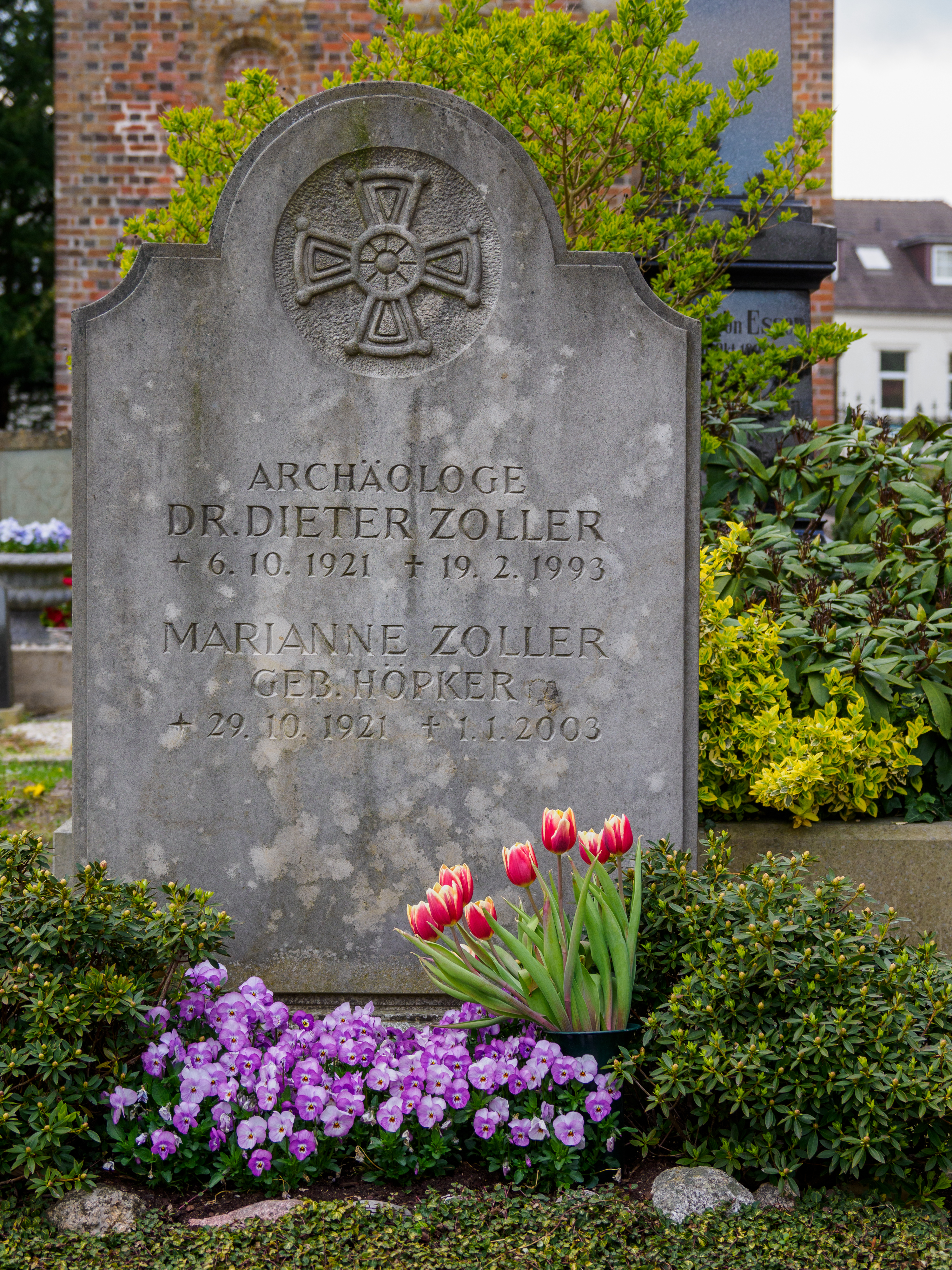
Grab in Rastede

## Leben
Von 1954 bis 1959 führte er die Archäologische Landesaufnahme des Landkreises Ammerland durch und war ab 1960 hauptamtlich im staatlichen Museumsdienst in Oldenburg (Oldb) tätig.
1965 erhielt Dieter Zoller einen Forschungsauftrag der Deutschen Forschungsgemeinschaft für siedlungsarchäologische Untersuchungen. Im gleichen Jahr gründete er die siedlungsarchäologische Forschungsstelle in Bad Zwischenahn.
1967 wurde er korrespondierendes Mitglied des Deutschen Archäologischen Instituts, 1971 erhielt er die „Brüder-Grimm-Medaille“ der Akademie der Wissenschaften zu Göttingen „für seine besonderen Verdienste auf dem Gebiet der vor- und frühgeschichtlichen Forschung, insbesondere für seine Arbeiten im Bereich der Siedlungskunde des nordwestdeutschen Flachlandes, Burgen- und Wegeforschung“. Am 17. Februar 1972 wurde ihm von der Philosophischen Fakultät der Universität Kiel die Ehrendoktorwürde verliehen. Von 1974 bis 1986 war er Dezernent für Bodendenkmalpflege der Bezirksregierung Weser-Ems.

## Veröffentlichungen Zollers
- Was die Heimat sah. Urgeschichte und Burgen des Ammerlandes - Westerstede : Ries, [1954]. - 32 S. : Ill., Kt. (Beiträge zur Ammerländer Heimatkunde ; H. 1)
- Burg Horn, eine mittelalterliche Burg im Ammerland
- Altes Handwerk in der St. [Sankt] Johanneskirche zu Bad Zwischenahn. In: Oldenburger Jahrbuch, Bd. 74, 1978, S. 21–31.
- 40 Jahre archäologische Forschungen im Raum Oldenburg und Weser-Ems. Ausstellung anlässlich der Verleihung des Kulturpreises der Gemeinde Rastede 1989. - Rastede : Gemeinde, 1989.
- mit Elfriede Heinemeyer: Die Goldscheibenfibel von Oldenburg-Wechloy. In: Archäologisches Korrespondenzblatt 4, 1985, S. 531–536
- Beiträge zur archäologischen Landesaufnahme für den Landkreis Ammerland Gemeinde Bad Zwischenahn (IV) - (Stand: 1. Dezember 1954 mit Ergänzungen bis zum Jahre 1986). In: Oldenburger Jahrbuch 89, 1989, S. 185–240
- Beiträge zur archäologischen Landesaufnahme für den Landkreis Ammerland Gemeinde Westerstede (II) - (Stand: 1. Juni 1956 mit Ergänzungen bis zum Jahre 1988). In: Oldenburger Jahrbuch 91, 1991, S. 153–218
- Beiträge zur archäologischen Landesaufnahme des Landkreises Ammerland Gemeinde Wiefelstede (V) - (Stand: 1. Juni 1957 mit Ergänzungen bis zum Jahre 1986). In: Oldenburger Jahrbuch 90, 1990, S. 191–244
- Beiträge zur archäologischen Landesaufnahme für den Landkreis Ammerland Gemeinde Rastede (VI) - (Stand: 1. Dezember 1958 mit Erg. bis zum Jahre 1978). In: Oldenburger Jahrbuch 78/79, 1978/79, S. 295–352
- Beiträge zur archäologischen Landesaufnahme für den Landkreis Ammerland Gemeinde Apen (I) : (Stand: 1. September 1958 mit Ergänzungen bis zum Jahre 1981). In: Oldenburger Jahrbuch 81, 1981, S. 277–302
- Beiträge zur archäologischen Landesaufnahme für den Landkreis Ammerland Gemeinde Edewecht (III)  - (Stand: 1. Juni 1958 mit Erg. bis zum Jahre 1979). In: Oldenburger Jahrbuch 80, 1980, S. 271–30
- Die Ergebnisse der Grabung in der Kirche zu Großenkneten Landkreis Oldenburg/Oldb. In: Oldenburger Jahrbuch 66, 1961, S. 47–67
- Die Bokelerburg: eine Ringwallanlage auf der nordoldenburgischen Geest. In: Nachrichten aus Niedersachsens Urgeschichte 39, 1970, S. 188–222
- Gristede. Ein Beitrag zur Siedlungsarchäologie auf der Nordoldenburger Geest. In: Archaeologia 10/11, 1961/63, S. 8–12
- Archäologische Untersuchungen an der Garther und Lether Burg sowie an der Zitadelle Vechta. In: Jahrbuch für das Oldenburger Münsterland 1984. Vechta 1983, S. 105–117
- Chronik der Gemeinde Bad Zwischenahn. Menschen, Geschichte, Landschaft. Schmücker, Bad Zwischenahn 1994: Vor- und Frühgeschichte im Raum der Gemeinde Bad Zwischenahn, Burgen und Adelssitze in der Gemeinde Bad Zwischenahn, Die Mühlen in der Gemeinde Bad Zwischenahn (Winkler/Zoller), Alte Bauernschaften und ihre Höfe (Dirk E. Zoller/Dieter Zoller)

| Personendaten    | Personendaten                            |
| ---------------- | ---------------------------------------- |
| NAME             | Zoller, Dieter                           |
| ALTERNATIVNAMEN  | Zoller, Karl Dieter (vollständiger Name) |
| KURZBESCHREIBUNG | deutscher Prähistoriker                  |
| GEBURTSDATUM     | 6. Oktober 1921                          |
| GEBURTSORT       | Breslau                                  |
| STERBEDATUM      | 19. Februar 1993                         |
| STERBEORT        | Rastede                                  |